# Cầu Apollo
Cầu Apollo (tiếng Slovakia: Most Apollo) là một trong những cây cầu bắc qua sông Danube ở thủ đô Bratislava của Slovakia.

## Mô tả
Cầu Apollo là một cây cầu vòm, nằm giữa Cầu Cũ (Starý most) và Cầu Cảng (Prístavný most). Cầu có tổng chiều dài (bao gồm cả cầu vượt) là 835 mét, chiều rộng đạt 32 mét, và chiều cao vòm cầu là 36 mét.
Cầu Apollo là công trình kiến trúc duy nhất ở châu Âu được đề cử và giành được Giải thưởng Opal danh giá vào năm 2006. Ngoài ra, cầu Apollo cũng giành được giải thưởng Công trình của năm 2006 tại Slovakia ở hạng mục xây dựng cầu.

## Lịch sử
Cầu được đặt theo tên của nhà máy lọc dầu Apollo tại Bratislava và cũng là tên của vị thần Apollo trong thần thoại Hy Lạp. Trong quá trình xây dựng, công trình được gọi là cầu Košická vì nằm ở phần mở rộng của phố Košická ở Bratislava.
Cầu Apollo được xây dựng trong giai đoạn 2002 - 2005, và được khánh thành vào ngày 4 tháng 9 năm 2005. Kỹ sư Miroslav Matascik là tác giả của dự án xây dựng cầu Apollo. Việc thiết kế hệ thống sơn và những kỹ thuật bảo vệ chống ăn mòn được tiến sĩ khoa học tự nhiên Petr Nevěčný đảm trách thực hiện.

## Hình ảnh

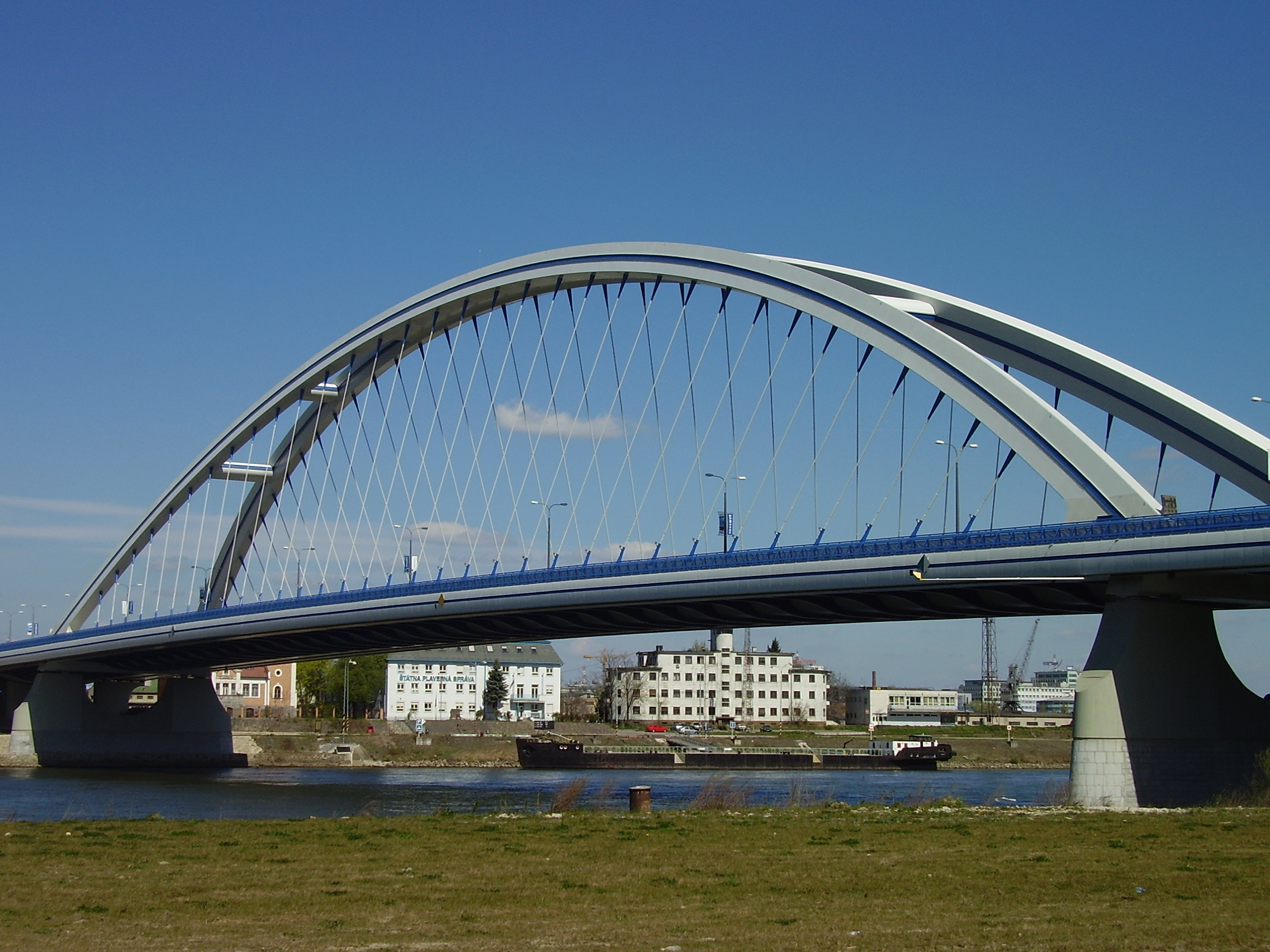
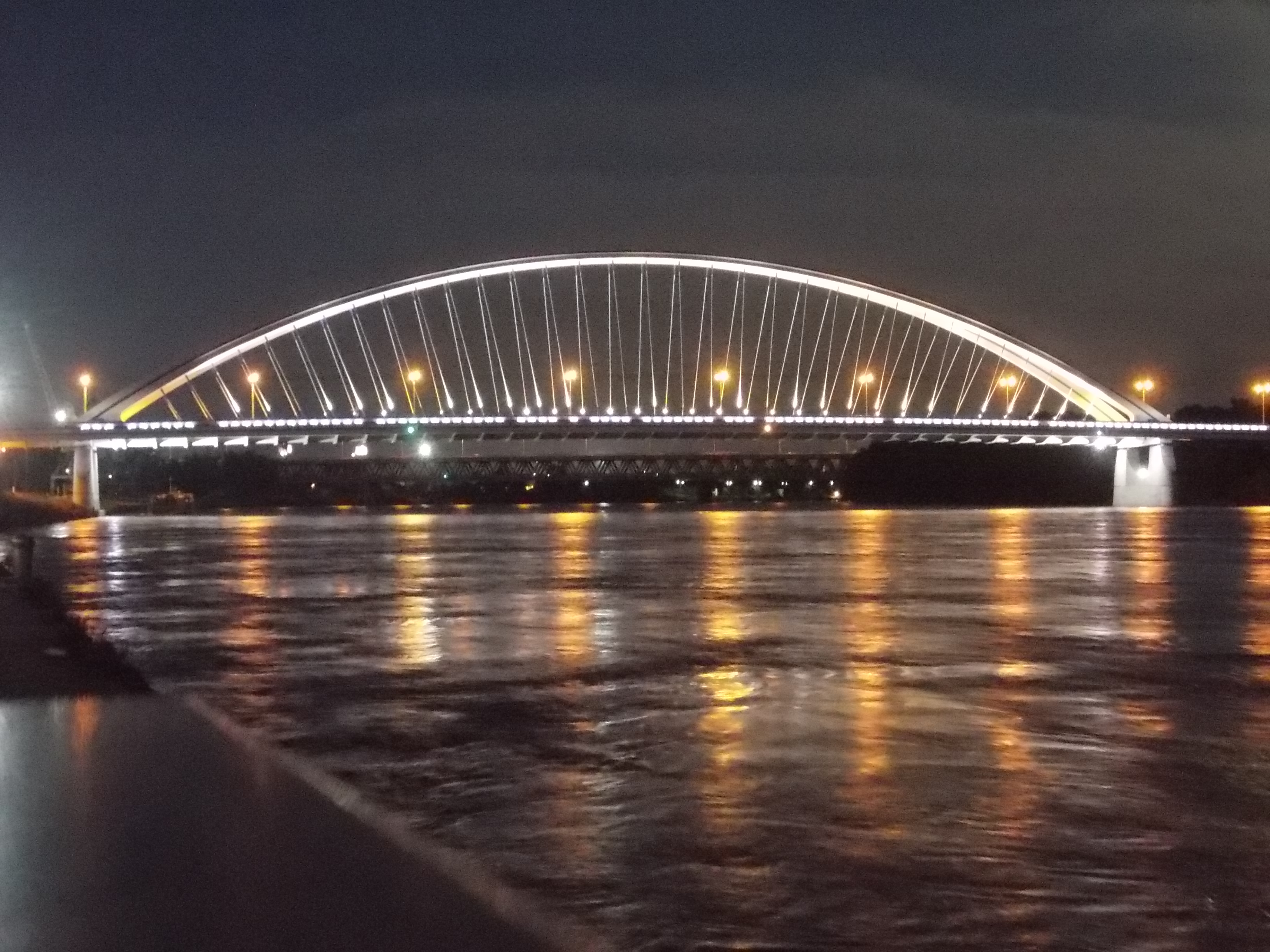
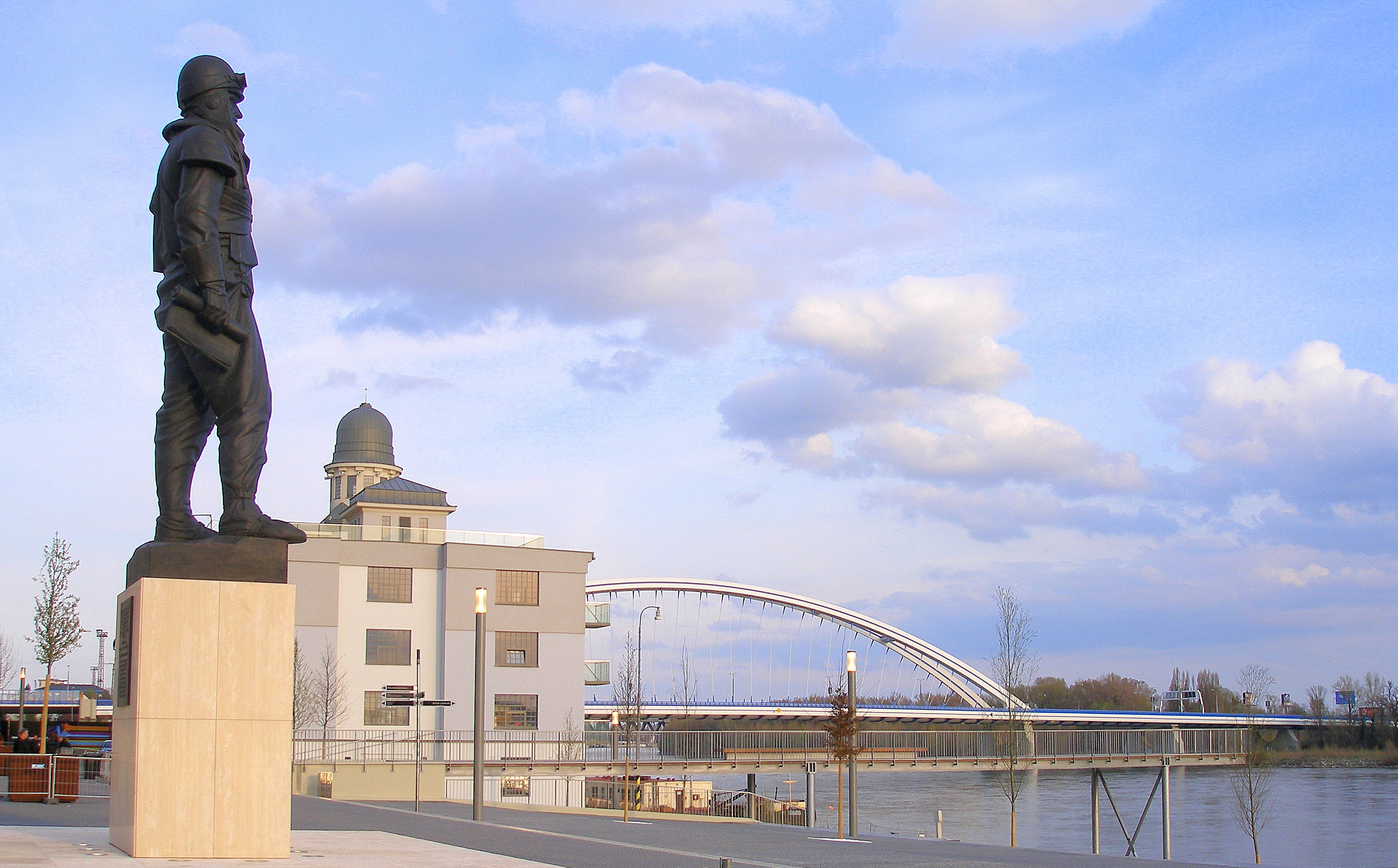